# اسکار بتلینگ

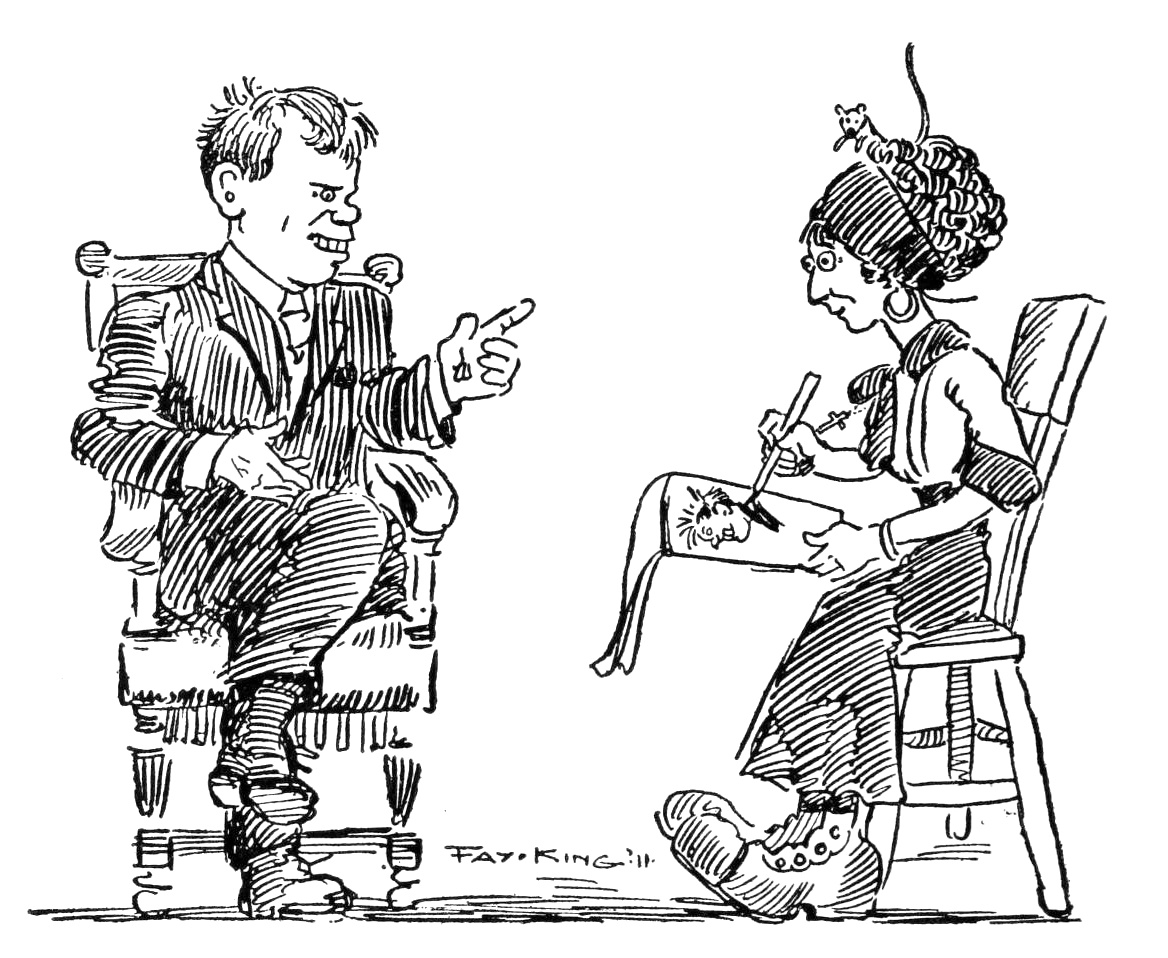
کاریکاتوری ترسیم شده توسط همسر نلسون از اولین دیدار آن‌ها در سال ۱۹۱۱.

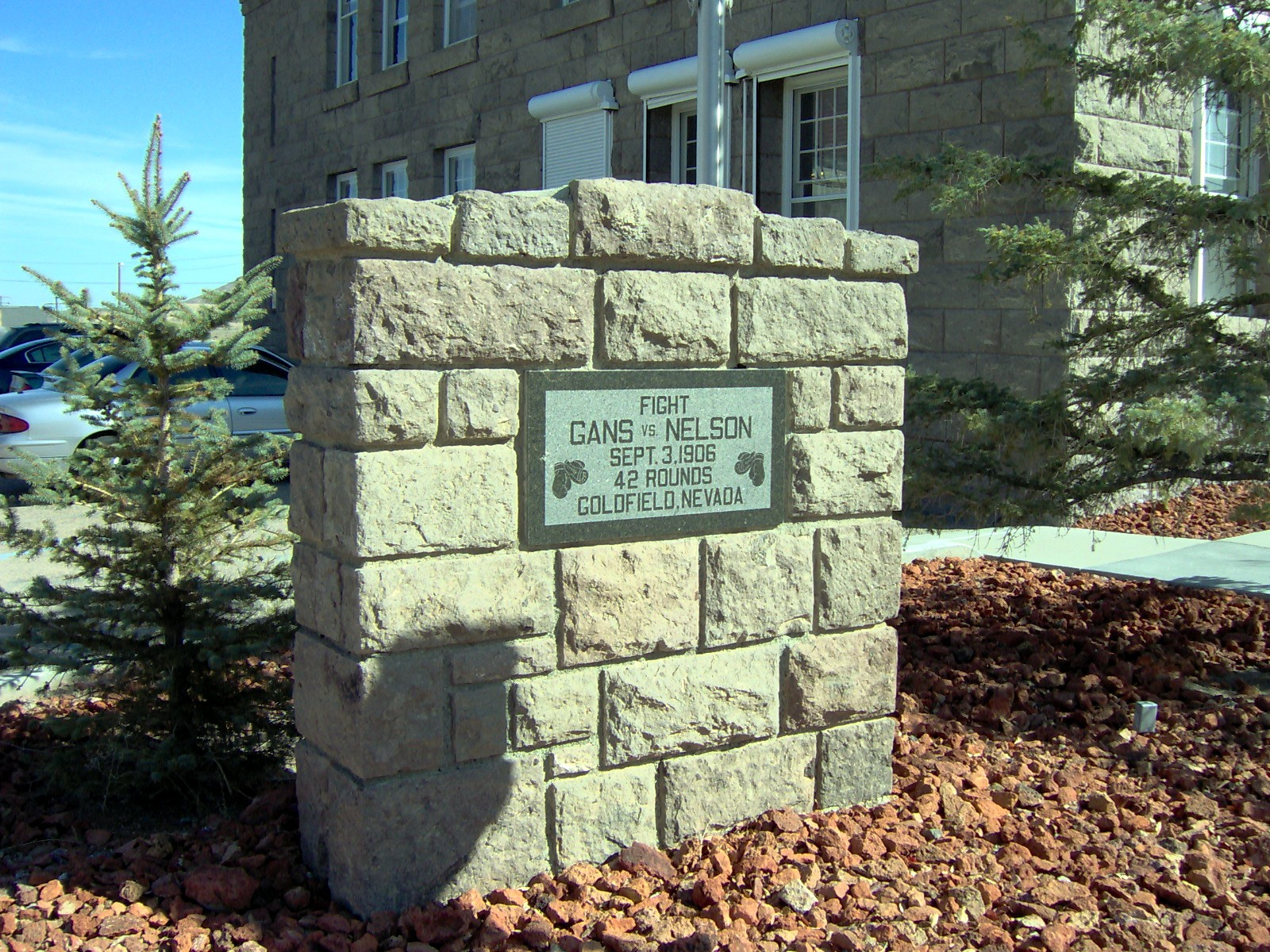
نشان یادبود مبارزه گانز و نلسون در سال ۱۹۰۶.

اسکار متیوز بتلینگ نلسون (۵ ژوئن ۱۸۸۲ – ۷ فوریه ۱۹۵۴) بوکسور حرفه‌ای متولد دانمارک و آمریکایی بود که عنوان قهرمانی سبک‌وزن جهان را در اختیار داشت. او همچنین به لقب «دانمارکی مقاوم» شناخته می‌شد.

## زندگینامه
اسکار ماتئوس نیلسن در ۵ ژوئن ۱۸۸۲ در کپنهاگ، دانمارک متولد شد. او در سال بعد به ایالات متحده مهاجرت کرد و در محله هگوویش در سمت جنوب‌شرقی شیکاگو بزرگ شد.
او در سال ۱۹۱۳، با زنی به نام فِی کینگ، کاریکاتوریستی که پرتره او را برای مجله‌ای با عنوان شگفتی‌های پارک ملی یلوستون در سال ۱۹۱۱ کشیده بود، ازدواج کرد. در سال ۱۹۱۶، آن‌ها طلاقی بسیار پر سر و صدا از یکدیگر گرفتند.
نلسون در ۷ فوریه ۱۹۵۴ در شیکاگو بر اثر سرطان ریه درگذشت. انجمن بوکس پیشکسوتان بخشی از هزینه‌های مراسم خاکسپاری او را پرداخت کرد و همسر سابقش نیز مابقی هزینه‌ها را تقبل کرد.

## حرفه بوکس
نلسون در سن چهارده‌سالگی، در سال ۱۸۹۶، به صورت حرفه‌ای بوکس را آغاز کرد. او در تاریخ ۲۰ دسامبر ۱۹۰۴ برای کسب عنوان خالی قهرمانی سبک‌وزن با جیمی بریت مبارزه کرد، اما دبا تصمیم داوران پس از بیست دور مبارزه شکست خورد. در مبارزه بعدی نلسون در سال ۱۹۰۵ به اب آتل باخت، اما پیروزی‌اش بر جک اونیل به او فرصت دیگری برای مبارزه برای کسب مقام قهرمانی جهان داد. در تاریخ ۹ سپتامبر ۱۹۰۵، نلسون در یک مبارزه ۴۵ دوری، در دور هجدهم با ناک‌اوت، نهایتاً بر بوکسوری به نام بریت پیروز شد.
در ادامه او در یک مبارزه و با تصمیم داوران، تری مک‌گوورن را شکست داد. سرانجام او با چالش بزرگ خود رو به رو شد و در تاریخ ۳ سپتامبر ۱۹۰۶، با قهرمان جهان سبک‌وزن، جو گانز در گلدفیلد، نوادا مواجه شد. گانز نلسون را بارها به زمین انداخت، اما نتوانست او را ناک‌اوت کند. نهایتاً در دور چهل و دوم، نلسون با ضربه‌ای زیر کمربند، گانز را به شکست واداشت و مبارزه به دلیل عدم رعایت قوانین به نفع نلسون پایان یافت.
در سال‌های ۱۹۰۷ و ۱۹۰۸، نلسون با بریت دو مبارزه انجام داد و با آتل به تساوی رسید. سپس در تاریخ ۴ ژوئیه ۱۹۰۸ دوباره برای کسب عنوان قهرمانی سبک‌وزن با گانز مبارزه کرد. این بار او گانز را در دور هفدهم ناک‌اوت کرد. دو ماه بعد، نلسون گانز را برای بار دیگر در دور بیست و یکم ناک‌اوت کرد.
در سال ۱۹۰۹، نلسون با اد وولگاست در مبارزه‌ای روبه‌رو شد. وولگاست او را شکست داد و نلسون در تاریخ ۲۲ فوریه ۱۹۱۰ به وولگاست فرصتی برای تصاحب عنوان خود را داد. در نهایت، نلسون به دلیل تعداد زیاد ضرباتی که دریافت کرده بود، نتوانست مبارزه را ادامه دهد و در دور چهل و دوم مبارزه را واگذار کرد و عنوانش را از دست داد.
نلسون پس از واگذاری عنوان قهرمانی خود بوکس را ادامه داد و در سال ۱۹۱۷ برای کسب عنوان قهرمانی سبک‌وزن با فِرِدی ولش مبارزه کرد. او با تصمیم داوران در دور دوازده‌م شکست خورد و سرانجام در سال ۱۹۲۰ از دنیای مبارزات خداحافظی کرد.
او در سال ۱۹۹۲ به تالار بین‌المللی مشاهیر بوکس راه یافت.
در سال ۲۰۱۶، مارک آلن بیکر، که یک نویسنده بیوگرافی است، اولین بیوگرافی نلسون را با همکاری انتشارات مک‌فارلند، منتشر کرد.

## فیلم‌های مبارزات نلسون

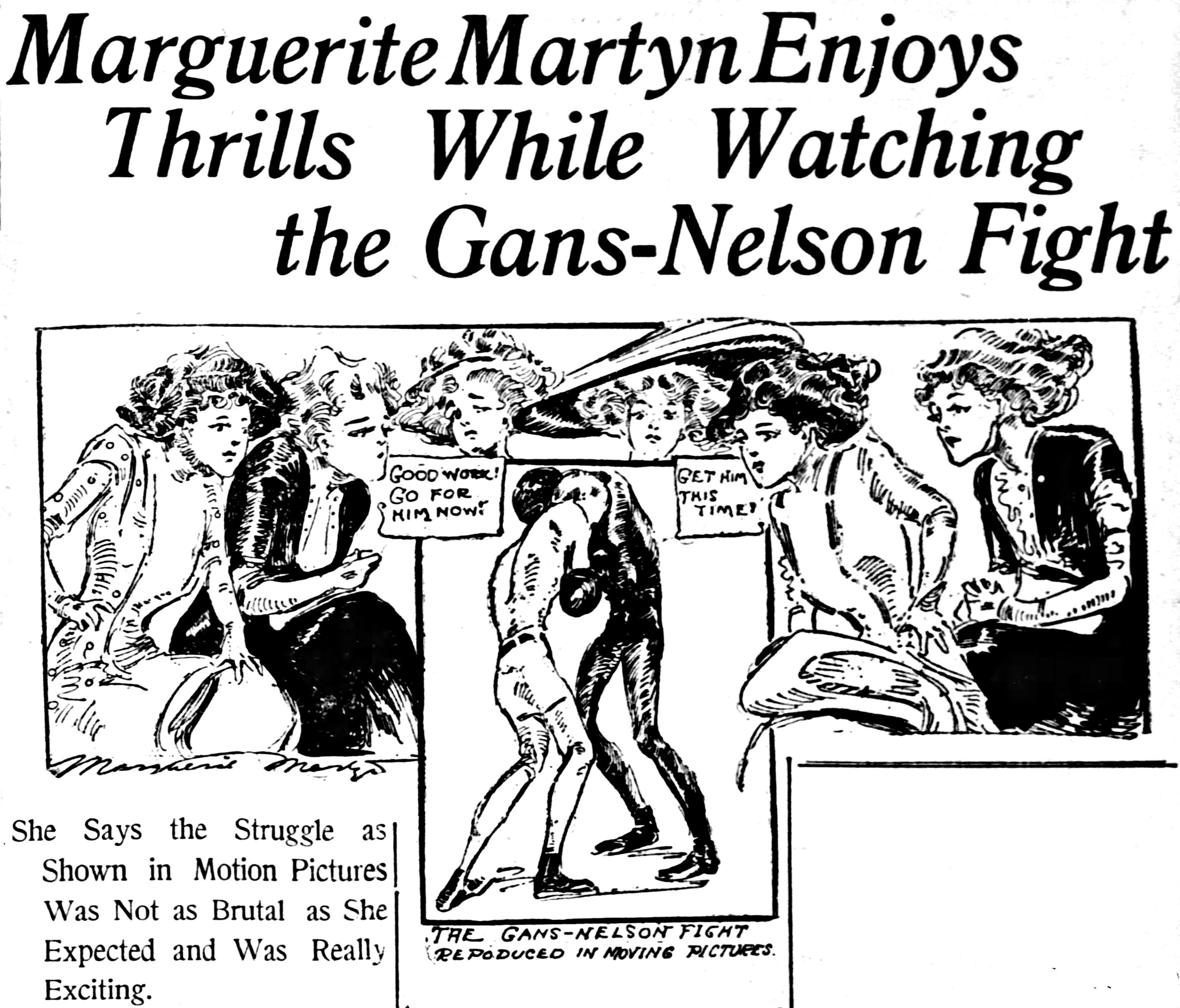
فیلمی از دومین مبارزه نلسون و گانز در سینماهای سرتاسر کشور به نمایش درآمد. در تصویر بالا، خبرنگار و هنرمند، مارگریت مارتین، تصویری از زنان در حال تماشای این مبارزه در سنت لوئیس، میسوری، در اکتبر ۱۹۰۸ را به تصویر کشیده است.

دومین مبارزه نلسون و گانز که در شهر کولما برگزار شد موضوع فیلمی چهار حلقه‌ای بود که در شهرهای بزرگ آمریکا به نمایش درآمد.